# Alexandre d'Eges
Alexandre d'Eges (en llatí Alexander Aegaeus, en grec antic Ἀλέξανδρος Αἰγαῖος) fou un filòsof peripatètic grec que va florir a Roma al segle I.
Era deixeble del cèlebre matemàtic Sosígenes, a qui Juli Cèsar va encarregar la correcció del calendari. Alexandre d'Eges va ser tutor de l'emperador Neró, segons diuen Suides i Suetoni. Se li atribueixen dos tractats sobre els escrits d'Aristòtil, però alguns autors diuen que en realitat eren d'Alexandre d'Afrodísies. Un dels tractats era sobre La Meteorologia, i un altre sobre la Metafísica. Simplici, que va fer també alguns tractats sobre Aristòtil, el cita.